# Il lato beat Vol. 1
Il lato beat Vol. 1 è un singolo split dei cantanti e gruppi italiani Dente e Il Genio, Dellera e i Calibro 35, pubblicato nel 2010 dalla collaborazione delle due etichette discografiche Ghost Records e Disastro Records.

## Descrizione
È stato pubblicato in formato digitale il 16 luglio e su 7" il 17 settembre.
Il disco è composto da due brani. Il primo, Precipitevolissimevolmente, interpretato da Dente e Il Genio, è una canzone di Bruno Martino. Il secondo brano, Il beat… cos'è?, interpretato da Dellera e i Calibro 35, è la versione italiana di The Beat Goes On di Sonny Bono, tradotta negli anni sessanta e lanciata da Ambra Borelli, con lo pseudonimo di La Ragazza '77.

## Tracce
1. Dente e Il Genio – Precipitevolissimevolmente – 2:39 (testo: Bruno Brighetti – musica: Bruno Martino)
2. Dellera e Calibro 35 – Il beat… cos’è? – 3:45 (testo: Cristian Piccinelli, Sonny Bono, Tiziano Gupponi – musica: Sonny Bono)

Durata totale: 6:24